# John O'Donovan
John O'Donovan (en irlandés: Seán Ó Donnabháin; 25 de julio de 1806 - 10 de diciembre de 1861), de Atateemore, en la parroquia de Kilcolumb, Condado de Kilkenny, formado en la Academia Hunt, Waterford, fue un experto editor y divulgador de la lengua irlandesa.

## Vida
Fue el cuarto hijo de Edmond O'Donovan y Eleanor Hoberlin de Rochestown. Es posible que estuviera influido por los trabajos de su tío Parick O'Donovan. John trabajó para el anticuario James Hardiman investigando documentos estatales y fuentes tradicionales en la Oficina de Registros Públicos. Hardiman aseguró a O'Donovan una plaza en Maynooth College, que rechazó.  O'Donovan dio clases de irlandés a Thomas Larcom en 1828 y trabajó para Myles John O'Reilly, coleccionista de manuscritos irlandeses.

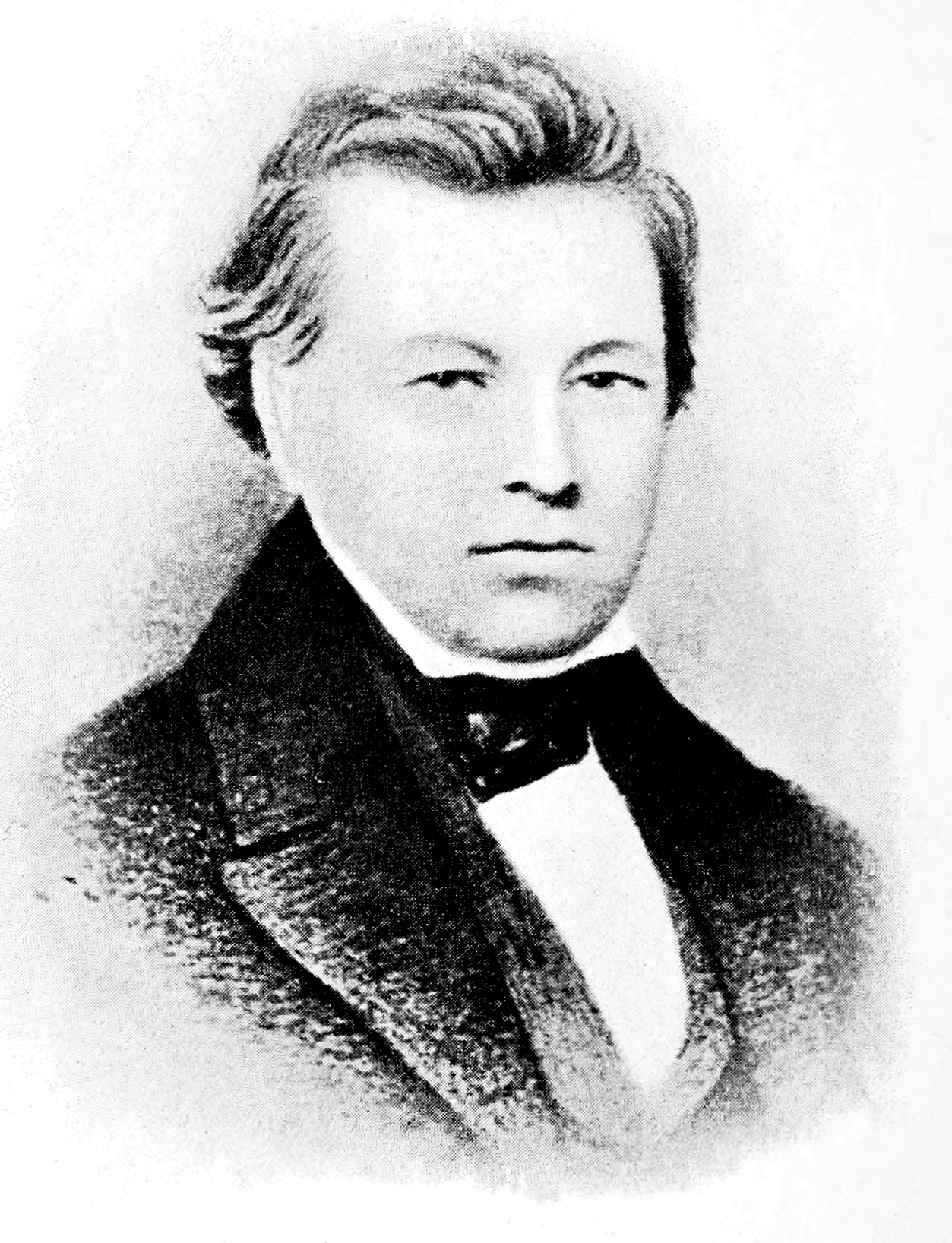
de una miniatura de Bernard Mulrenan (1803-1868)

Tras la muerte de Edward O'Reilly en agosto de 1830, fue reclutado para el Departamento Topográfico para el Ordnance Survey of Ireland en octubre de 1830, desde dónde se dedicó a investigar topónimos hasta 1842, desenterrando y preservando muchos manuscritos. Después de esa fecha, su trabajo con la Ordnance Survey se reduce, trabajando sólo puntualmente para ellos. Se dedica a investigar mapas y manuscritos en diversas bibliotecas y archivos de Irlanda e Inglaterra, con la intención de establecer el origen correcto de la mayor cantidad posible de los 63.000 nombres de ciudades de Irlanda. Sus cartas a Larcom se consideran un registro importante de la antigua tradición de Irlanda para los condados que documentó durante sus años de viaje por gran parte de Irlanda.
O'Donovan se convirtió en profesor de lenguas celtas en la Queen's University de Belfast y entró en el Colegio de Abogados en 1847. Su trabajo sobre lingüística fue reconocido en 1848 por la Real Academia Irlandesa con la Medalla Cunningham.  Por recomendación de Jacob Grimm, fue elegido miembro correspondiente de la Real Academia de Prusia en 1856.
Nunca gozó de buena salud, y murió el 10 de diciembre de 1861 en su residencia de Dublín. Fue enterrado el 13 de diciembre de 1861 en el cementerio de Glasnevin, donde la inscripción de su lápida tiene fechas de nacimiento y muerte ligeramente incorrectas.
Estuvo casado con Mary Anne Broughton, cuñada de Eugene O'Curry y fue padre de nueve hijos (todos menos uno murieron sin descendencia).